# 招商局集團
招商局集团有限公司（英語：China Merchants Group , CMG），为中国中央企业、国有重要骨干企业，前身为成立于1872年的轮船招商局，是在香港成立运营最早的中资企业之一，业务主要集中于交通、金融、城市开发运营三大核心产业。

## 历史
招商局集团前身轮船招商局于1872年1月17日在上海正式对外开局营业。1949年海辽轮起义并离开香港，同年招商局由中国人民解放军上海市军事管制委员会航运处接管。1951年，招商局改组为中国人民轮船总公司，香港招商局则继续保留招商局轮船股份有限公司的名称。1956年，招商局恢复业务。1962年起，中国内地到香港货物的中转事宜全部由招商局办理。1978年，交通部党组向中共中央、国务院递呈《关于充分利用香港招商局问题的请示》，对招商局提出了“立足港澳、背靠内地、面向海外、多种经营、买卖结合、工商结合”的24字经营方针，请求扩大招商局的经营自主权，得到中央批准。招商局和广东省经实地考察后，最后确定在邻近香港的宝安县蛇口公社建立工业区。1979年7月，蛇口工业区正式破土动工。1982年，国务院批准招商局自1984年起再延长10年不上缴利润，用以入股南山开发公司，开发赤湾港。1985年，招商局集团有限公司被批准设立，为交通部直属一级企业。
1987年、1988年，中国人民银行批准招商局发起创立招商银行、平安保险公司。1989年，招商局与中国远洋运输公司合资兴建蛇口集装箱码头。1992年，海虹集团（招商局国际）在香港上市，开创了中资企业在香港上市的先例。1997年，中国交通进出口总公司整体并入招商局集团。1999年，由交通部直属企业改为由中央直接管理的国有重要骨干企业。
2002年，集团进行资产重组，将所持平安保险股权全部出售，完成了金融资产的整合，并逐步淡出集装箱和散货船运输市场。
2015年，招商局集团与中国外运长航集团实施战略重组，中国外运长航集团以无偿划转方式整体并入招商局集团，成为其全资子企业。同年，招商蛇口吸收合并招商地产，实现房地产板块重整上市。
2018年，招商局集团有限公司首次入围《财富》世界500强榜单，排名280位。

## 业务

### 交通

#### 港口
招商局集团港口业务均由旗下招商局港口集团股份有限公司经营管理，为中国最大的公共码头运营商。2017年，招商局集团参与重组辽宁港口资源，2019年，持有辽宁港口集团51%股权，成为辽宁港口集团的实际控制人。

#### 公路
招商局公路网络科技控股股份有限公司（招商公路）为中国投资经营里程最长的综合性公路投资运营服务商。交通部交通科学研究院重庆分院于2000年整建制转企进入招商局集团，其后成立的招商局重庆交通科研设计院有限公司（招商交科）为国家级交通科技创新与成果产业化基地。2020年，招商局集团入主重庆检测认证集团，成立招商局检测认证控股有限公司（招商检测）。

#### 航运
招商局能源运输股份有限公司（招商轮船）是是中国最大的能源运输船队，超大型油轮和超大型矿砂船规模居世界首位。

#### 物流
中国外运股份有限公司（中国外运）是招商局集团物流业务的统一运营平台。

#### 造船
招商局工业集团有限公司（招商工业）是招商局集团旗下装备制造业务板块的资源整合和管理平台，是中国三大国有造修船集团之一。

#### 贸易
招商局海通贸易有限公司（招商海通）是招商局集团旗下的综合性商贸平台，并与中铝集团共同出资设立招商物产。

### 金融
1987年，招商局集团成立中国境内第一家完全由企业法人持股的股份制商业银行招商银行，旗下还拥有招商证券、博时基金、招商仁和人寿等证券保险企业以及招商创投、招商资本、招商租赁、招商平安资产等投资管理机构。

### 城市开发运营
招商局蛇口工业区控股股份有限公司（招商蛇口）为招商局集团旗下城市综合开发运营板块的旗舰企业，主要在全国一二线城市和重点地区进行房地产及工商业园区开发。

## 组织架构

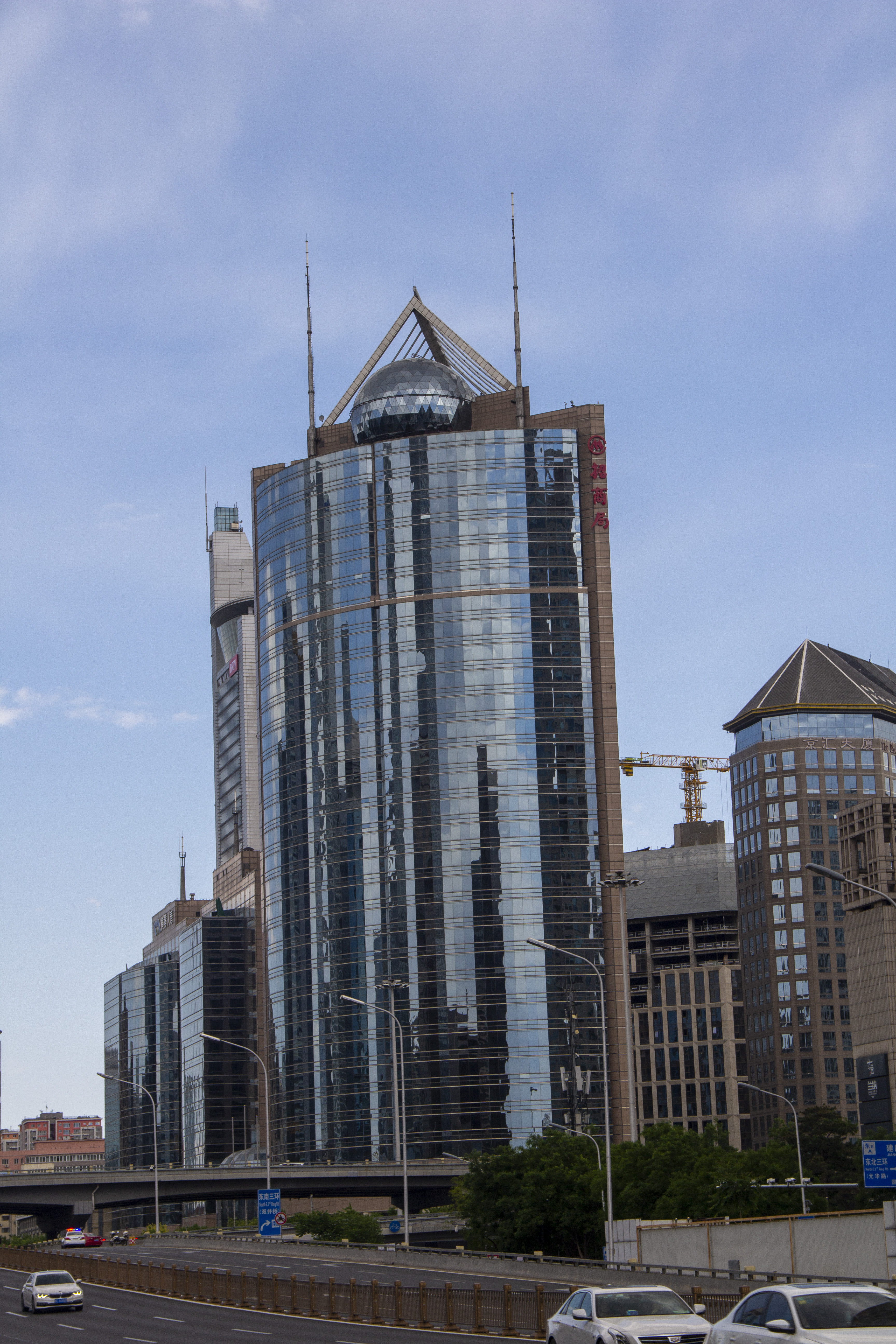
北京招商局大厦，是其北京总部所在地

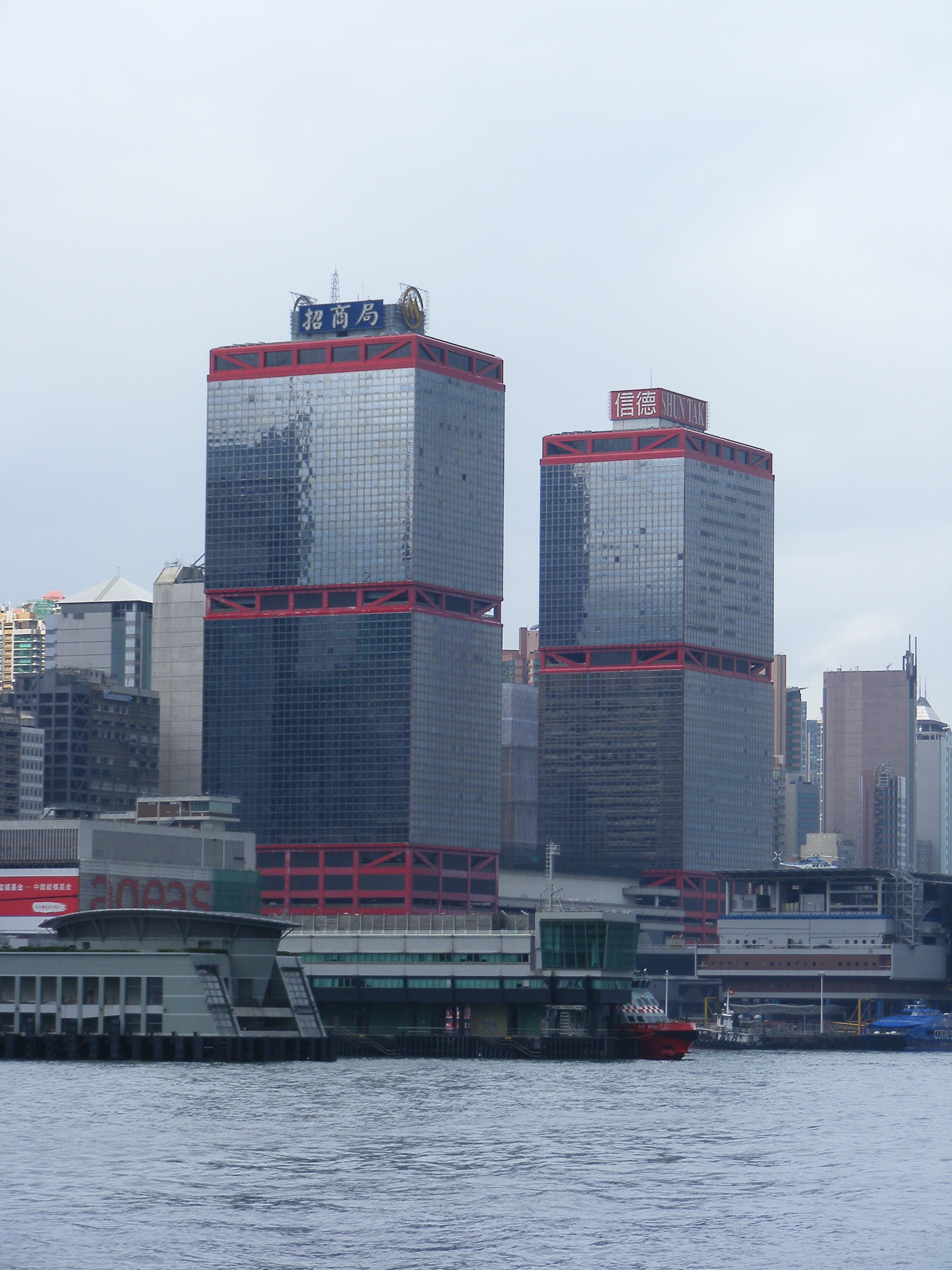
香港招商局大厦（红色左栋）

### 旗下企业
- 招商局港口控股（招商局持股75.00%）香港 0144.HK
- 招商银行（A）（招商局为最大股东，持股18.80%）上海（A）600036.SS；香港（H）3968.HK
- 招商证券（招商局持股45.88%）上海（A）600999.SS；香港（H）6099.HK
- 浙商证券（浙江上三高速公路有限公司持股54.79%）上海（A）600999.SS；香港（H）6099.HK
- 招商局中国基金（招商局金融集团持股27.59%）香港 0133.HK
- 招商蛇口（招商局蛇口工业区有限公司持股 51.89%）深圳（A）001979.SZ
  - 招商迅隆船务
- 招商海达（招商局招旗下的保险顾问有限公司）
- 招商轮船（招商局持股40.93%）上海（A）601872.SZ
- 招商港口集团A（招商局国际有限公司持股 33.58%）深圳（A）001872.SZ；深圳（B）201872.SZ
- 中集集团（A）（招商局为最大股东，持股25.54%）深圳（A）000039.SZ；香港（H）2039.HK
- 雅致集成房屋股份有限公司（招商局集团旗下中国南山集团全资赤晓企业有限公司持有雅致股份48.77%的股权）深圳（A）002134.SZ
- 招商局置地（招商地产持股74.35%） 香港 0978.HK
- 山东高速公路股份有限公司（招商局公路持股 16.29%）上海（A）600350.SS
- 安徽皖通（招商局公路持股 22.24%）上海（A）600012.SS；香港（H）0995.HK
- 成渝高速公路（招商局公路持股22.04%）上海（A） 601107.SS；香港（H）0107.HK
- 广西五洲高速公路（招商局公路持股13.86%）上海（A）600368.SS
- 华北高速公路（招商局公路持股26.82%）深圳（A）000916.SZ
- 招商局亚太有限公司（新加坡上市，招商局公路持股82.44%）新加坡 C22.SI
- 上海港务集团（招商局国际持股24.49%）上海（A）600018.SS
- 福建高速（招商局公路持股17.75%）上海（A）600033.SS
- 浙江上三高速公路有限公司（招商局公路持股18.375%）
- 深圳赤湾石油基地股份有限公司（招商局国际有限公司间接持股19.17%）深圳（B）00053
- 吉林高速（招商局公路持股14.04%）上海（A）601518.SS
- 龙江交通（招商局公路持股16.52%）上海（A）601188.SS
- 宁沪高速公路（招商局公路持股11.69%）香港（H）0177.HK
- 深圳高速公路（招商局公路持股 4%）香港（H）0548.HK 上海（A）600548.SS
- 宁波港务（招商局国际持股 5.16%）上海（A）601018.SS
- 楚天高速（招商局公路持股 16.32%) 上海（A）600035.SS
- 中原高速（招商局公路持股 15.43%）上海（A）600020.SS
- 中国外运（中国外运长航集团有限公司持股57.9%）上海（A）601598.SS；香港（H）0598.HK
- 招商局仁和财产保险股份有限公司（招融投资持股20%）注册资本50亿元
- 招商局仁和人寿保险股份有限公司（招融投资持股20%）注册资本50亿元
- 招商新能源集团
  - 新能源交易所
  - 熊猫绿能
  - 招商局金融集团有限公司
- 优品360

## 公司旗

1872-1873
1873-1942
1942-1951
1951-1984

## 外部连结
- 公司网址 （页面存档备份，存于）